# Jerry Rees
Jerry W. Rees est un réalisateur américain surtout connu pour son film Le Petit Grille-pain courageux (1987),. Il a également supervisé et aidé à la création de plusieurs effets spéciaux de Tron.

## Carrière
Rees commence sa carrière à l'âge de 16 ans sur des films d'animation de Disney Studios auprès de l'un des neuf Sages de Disney. Formé à la California Institute of the Arts, il travaille d'abord sur Le Petit Âne de Bethléem (1978), puis sur Rox et Rouky (1981) et Tron.
En 1987, Rees collabore avec Thomas M. Disch sur une adaptation de Le Petit Grille-pain courageux. Le film réalisé est nommé au Festival du film de Sundance ainsi que pour un Emmy.
Rees collabore avec Tim Burton sur les productions Doctor of Doom et Luau.
En 1991, il travaille sur La Chanteuse et le Milliardaire, puis sur Space Jam (1996). Il réalise le documentaire Back to Neverland ainsi que Tourist from Hell et The Editing Story.
En 1993, Rees écrit et produit, avec Steven Paul Leiva, un film pour Metro-Goldwyn-Mayer mettant en vedette Betty Boop. Le projet sera abandonné par la suite.
Il a travaillé un certain temps à un projet intitulé Rand Robinson, Robot Repairman, financé par Interscope Records et Philips, mais le projet est pour le moment en veille.
Il est actuellement consultant pour le studio Wild Brain, Inc. de San Francisco. Il travaille également sur une œuvre de Casey Silver Productions (en).

## Parcs thématiques
Rees a participé à la création du matériel multimédia de plusieurs parcs thématiques de Disney, dont Sounds Dangerous, Indiana Jones Epic Stunt Spectacular! et Michael & Mickey de Disney's Hollywood Studios, la séquence d'action Cranium Command de Epcot, le Rock 'n' Roller Coaster de Disney Hollywood Studios et du Parc Walt Disney Studios, l'Alien Encounter du Magic Kingdom et le CinéMagique au Parc Walt Disney Studios.